# 안혜지 (농구 선수)
안혜지(1997년 2월 12일~)는 대한민국의 농구 선수이다. 한국여자프로농구(WKBL) 부산 BNK 썸 소속으로, 포지션은 포인트 가드이다.

## 경력
2014년 11월에 열린 2015 WKBL 신입선수 선발회에서 전체 1순위로 구리 KDB생명 위너스의 지명을 받아 입단했다. 전체 1순위로 선발된 선수 가운데 최단신이며, 안혜지를 지명한 당시 KDB생명 안세환 감독은 "하은주가 나왔더라도 안혜지를 뽑았을 것이다" 라고 말하기도 하였다. 2017-18 시즌 종료 후 FA 자격을 얻어 팀을 떠난 주전 가드 이경은과 은퇴한 김시온 등 주축 가드들을 대신하여 2018-19 시즌부터 팀의 주전 가드로 활약하고 있다. 3라운드에는 5경기 평균 어시스트 9.4개를 기록하며 생애 첫 MIP를 수상하였다. 2018–19 시즌 정규리그 시상식에서 어시스트상과 기량발전상인 MIP를 수상하며 2관왕을 차지하였다. 2019-20 시즌에는 리그에서 가장 많은 출장 시간과 경기당 7.7 어시스트를 기록하며 지난 시즌에 이어 어시스트상과 자신의 경력 첫 베스트 5를 수상하였다.
KDB생명-읏샷 팀이 BNK캐피탈에 인수되어 부산 BNK 썸이 새로 창단된 후에도 팀에 잔류하여, 2019-2020 시즌부터는 고향인 부산에서 경기를 치르게 됐다.
2019-2020 시즌 종료 후 처음으로 FA 자격을 얻어 원 소속팀인 부산 BNK 썸과 4년간 3억 원의 연봉으로 재계약하였다.
2024-2025 시즌 팀이 창단 첫 우승을 하였고, 챔피언결정전 MVP로 선정되었다.

## 개인사
동생 안주연도 농구 선수로, 2019 WKBL 신입선수 선발회에 참가하여 용인 삼성생명 블루밍스의 지명을 받아 입단했다. 이로 인하여 자매가 함께 WKBL에서 뛰게 되었다. 다만 안주연은 2020-2021 시즌 후 삼성생명에서 방출되었다.

## 수상
- WKBL 베스트 5: 2020
- WKBL 정규리그 MIP: 2019
- 2× WKBL 어시스트상: 2019, 2020
- WKBL 라운드 MIP: 2018-19 3라운드

## 기록
| * | 리그 1위 기록 |

| 시즌    | 팀                   | G   | MPG   | 2P%  | 3P%  | FT%  | RPG  | APG   | SPG  | BPG  | PPG   |
| ------- | -------------------- | --- | ----- | ---- | ---- | ---- | ---- | ----- | ---- | ---- | ----- |
| 2014-15 | 구리 KDB생명 위너스  | 9   | 07:46 | 33.3 | 0.0  | 75.0 | 0.78 | 1.00  | 0.00 | 0.00 | 1.22  |
| 2015-16 | 구리 KDB생명 위너스  | 18  | 04:26 | 44.4 | 28.6 | 50.0 | 0.56 | 0.72  | 0.11 | 0.00 | 0.94  |
| 2016-17 | 구리 KDB생명 위너스  | 25  | 09:44 | 37.0 | 22.2 | 52.4 | 1.20 | 1.80  | 0.64 | 0.00 | 2.28  |
| 2017-18 | 구리 KDB생명 위너스  | 19  | 13:31 | 25.0 | 11.1 | 50.0 | 1.63 | 1.63  | 0.63 | 0.00 | 1.63  |
| 2018-19 | 수원 OK저축은행 읏샷 | 35  | 34:01 | 38.7 | 26.2 | 69.8 | 3.00 | 6.37* | 1.14 | 0.03 | 6.54  |
| 2019-20 | 부산 BNK 썸          | 27  | 37:16 | 46.9 | 36.2 | 61.2 | 3.22 | 7.70* | 1.81 | 0.00 | 10.30 |
| 2020-21 | 부산 BNK 썸          | 30  | 33:30 | 42.3 | 23.6 | 43.8 | 3.03 | 5.43  | 0.93 | 0.07 | 8.90  |
| 경력    | 경력                 | 163 |       |      |      |      |      |       |      |      |       |